# 송하진
송하진(宋河珍, 1952년 4월 29일~)은 대한민국의 공무원 출신 정치인이다. 제36·37대 전주시장을 역임했으며 제34·35대 전라북도지사이다.

## 학력
- 1965년 종정국민학교 졸업
- 1968년 남성중학교 졸업
- 1971년 전주고등학교 졸업
- 1976년 고려대학교 법과대학 법학 학사
- 1981년 서울대학교 행정대학원 행정학 석사
- 1994년 고려대학교 대학원 행정학 박사

## 경력
- 1981년: 제24회 행정고시 합격
- 1987년: 전라북도 공보계장
- 1994년~2002년: 원광대학교 겸임교수
- 2002년 3월~2004년 11월: 전라북도 기획관리실 실장
- 2004년 11월~2005년 8월: 행정자치부 지방분권지원단 단장
- 2006년 7월~2010년 6월: 제36대 전라북도 전주시장
- 2010년 7월~2014년 2월: 제37대 전라북도 전주시장
- 2014년 7월~2018년 6월 : 제34대 전라북도지사
- 2015년 10월~2016년 9월: 제9대 전국시도지사협의회 부회장
- 2018년 7월~2022년 6월 : 제35대 전라북도지사
- 한국상하수도협회 물환경관리과장(선출직)
- 2020.08~2022.06: 제14·15대 전국시도지사협의회 회장
- 2020.08~2022.06: 대통령직속 국가균형발전위원회 당연직위원

## 논란

### 공직선거법 위반
제7회 지방 선거를 앞둔 2018년 2월 15일 업적 홍보 동영상 링크가 담긴 휴대전화 문자메시지 40만여 통을 도민에게 발송한 혐의(공직선거법 위반)로 기소되어 2019년 1월 18일 전주지법에서 열린 1심에서 무죄를 선고받았다. 2019년 5월 14일 광주고법 전주재판부에서 열린 2심에서 벌금 70만 원을 선고받았다. 검찰과 송 지사 측 모두 상고하지 않아 형이 확정되어 지사직을 유지하게 되었다.

## 정치활동
2006년 제4회 전국동시지방선거에서 열린우리당 후보로, 2010년 제5회 전국동시지방선거에서 민주당 후보로 전라북도 전주시장 선거에 출마하여 당선되었다. 전주시장 재임 중 전주시와 완주군의 통합을 추진하였으나 완주군의 반대로 실패하였다.
2014년 제6회 전국동시지방선거에서 강봉균을 제치고 경선에서 승리하여 새정치민주연합의 공천을 받아 전라북도지사 선거에 출마하여 당선되었다. 2015년 말에서 2016년 초에 진행된 새정치민주연합 분당에도 새정치민주연합에 잔류하여 현재 더불어민주당 소속이다.
2018년 4월 15일 김춘진과의 경선에서 승리를 거두며 더불어민주당 전북지사 후보로 공천되었고 70.6%의 높은 지지율로 민주평화당 임정엽 후보를 무난히 누르고 당선됐다.

## 가족
- 아버지: 송성용
- 배우자: 오경진
- 자녀: 2남 1녀

부친인 강암 송성용(1913~1999)은 호남을 대표하는 서예가이자 한학자였다. 특히 전주시를 대표하는 건축물 중 하나인 호남제일문현판의 글씨를 직접 쓰기도 했다. 송하진 지사는 송성용 선생의 막내아들이다.

## 역대 선거 결과
|  | 50.90% |

|  | 65.30% |

|  | 69.20% |

|  | 70.57% |

## 소속 정당
| 소속 정당 | 소속 정당      | 소속 기간 | 비고                |
| --------- | -------------- | --------- | ------------------- |
|           | 열린우리당     | 2005~2007 | 정계 입문           |
|           | 대통합민주신당 | 2007~2008 | 합당                |
|           | 통합민주당     | 2008      | 합당                |
|           | 민주당         | 2008~2011 | 당명 변경           |
|           | 민주통합당     | 2011~2013 | 합당                |
|           | 민주당         | 2013~2014 | 당명 변경           |
|           | 새정치민주연합 | 2014~2015 | 합당                |
|           | 더불어민주당   | 2015~현재 | 당명 변경 정계 은퇴 |

## 같이 보기
- 전북특별자치도지사
- 전주시장